# Związek Miast Ukrainy
Związek Miast Ukrainy (ukr. Асоціа́ція міст Украї́ни) – ukraińska korporacja samorządów miast, działająca na zasadzie stowarzyszenia. W sposób dobrowolny zrzesza 978 gmin (stan na 5 lutego 2022).
Prezesem Związku jest mer Kijowa – Witalij Kłyczko.

## Historia
Organizacja powstała w 1992 roku w Dniepropietrowsku początkowo zrzeszając 35 gmin. Pierwszym przewodniczącym został Wałerij Pustowojtenko. W styczniu 1995 roku związek przyjął swój statut. Organizacja uczestniczyła w przygotowywaniu Ustawy O Samorządzie Terytorialnym, przyjętej w maju 1997 roku. W 1998 roku razem z Ukraińską Akademią Nauk organizacja przygotowała Kartę Miast Ukrainy. W 2002 roku Związek został organizacją członkowską Rady Gmin i Regionów Europy (CEMR). Dołączył także do Zjednoczonych Miast i Samorządów Lokalnych (UCLG).

## Struktura
Związek zrzesza 978 gmin (stan na 5 lutego 2022). Organizacja posiada 15 specjalnych sekcji z zakresu m.in. edukacji, ochrony zdrowia, mieszkalnictwa, ochrony socjalnej i finansów.
| #  | Imię i nazwisko       | Od   | Do    |
| -- | --------------------- | ---- | ----- |
| 1. | Wałerij Pustowojtenko | 1992 | 1994  |
| 2. | Wiktor Merkuszow      | 1994 | 1995  |
| 3. | Jewhenij Kusznariow   | 1995 | 1997  |
| 4. | Wołodymyr Moroz       | 1997 | 1998  |
| 5. | Wołodymyr Oliynyk     | 1998 | 1999  |
| 6. | Ołeksandr Omelczenko  | 1999 | 2006  |
| 7. | Iwan Kuliczenko       | 2006 | 2012  |
| 8. | Jurij Wilkul          | 2012 | 2016  |
| 9. | Witalij Kłyczko       | 2016 | nadal |